# L'Emprise du vice
 (décembre 2022).
Si vous disposez d'ouvrages ou d'articles de référence ou si vous connaissez des sites web de qualité traitant du thème abordé ici, merci de compléter l'article en donnant les références utiles à sa vérifiabilité et en les liant à la section « Notes et références ».
Pour plus de détails, voir Fiche technique et Distribution.
L'Emprise du vice (Brazen) est un thriller américain réalisé par Monika Mitchell et sorti en 2022 sur la plateforme Netflix.

## Synopsis
Grace Miller, une auteure de polars, se retrouve malheureusement pour elle au cœur de l'enquête du meurtre de sa sœur.
Elle va tout faire pour découvrir qui se cache derrière ce crime.

## Fiche technique
- Titre : L'Emprise du vice
- Titre original : Brazen
- Réalisation : Monika Mitchell
- Scénaristes : Suzette Couture, Donald Martin et Edithe Swensen d'après le roman La Messagerie rose (Brazen Virtue) de Nora Roberts
- Pays d'origine : Etats-Unis
- Année de production : 2022
- Durée : 94 minutes
- Genre : thriller, drame
- Langue : anglais

## Distribution
- Alyssa Milano (VF : Magali Barney) : Grace Miller
- Sam Page (VF : Damien Ferrette) : Ed Jennings
- Malachi Weir (VF : Stéphane Bazin) : Ben Parker
- Emilie Ullerup (VF : Laura Blanc) : Kathleen Breezewood/Desiree
- Matthew Finlan (VF : Léo Faure) : Jerald Baxter
- Alison Araya (VF : Daria Levannier) : Capitaine Rivera
- Colleen Wheeler (VF : Marion Posta) : Sénatrice Martha Baxter
- April Telek (VF : Karine Letellier) : Lisa Clark
- Daniel Diemer (VF : Nicolas Duquenoy) : Rand Morgan
- David Lewis (VF : Arnaud Arbessier) : Jonathan Breezewood
- Lossen Chambers (VF : Laurence Charpentier) : Sandy White Underwood